# Pogonocherus cedri
Pogonocherus cedri là một loài bọ cánh cứng trong họ Cerambycidae.